# جهاز الرجة القلبية
جهاز الرجة القلبية هو جهاز يولد نبضات كهربائية ذات جهد عالي بفولتية مستمرة تصل الى اكثر من الف فولت في الحالات القصوى و ذلك من اجل علاج اضطرابات نظم القلب المهددة للحياة، وتحديدًا الرجفان البطيني (V-Fib) وتسارع القلب البطيني غير المروي (V-Tach). يقوم جهاز الرجة القلبية بتوصيل جرعة من التيار الكهربائي (يُطلق عليها غالبًا صدمة مضادة) إلى القلب . على الرغم من عدم فهمها بشكل كامل، فإن هذه العملية تؤدي إلى استقطاب كمية كبيرة من عضلة القلب ، مما يؤدي إلى إنهاء عدم انتظام ضربات القلب. وبعد ذلك، يصبح منظم ضربات القلب الطبيعي في العقدة الجيبية الأذينية للقلب قادرًا على إعادة إيقاع الجيب الأذيني الطبيعي.
عملية تقويم نظم القلب الكهربائي المتزامن هي عبارة عن صدمة كهربائية يتم توصيلها بشكل متزامن مع الدورة القلبية . على الرغم من أن الشخص قد لا يزال يعاني من مرض خطير ، فإن عملية تقويم نظم القلب تهدف عادةً إلى إنهاء عدم انتظام ضربات القلب الناتج عن ضعف التروية، مثل تسرع القلب فوق البطيني .
يمكن أن تكون أجهزة الرجة القلبية خارجية أو عبر الوريد أو مزروعة ( جهاز مزيل الرجفان القلبي القابل للزرع )، اعتمادًا على نوع الجهاز المستخدم أو المطلوب. بعض الوحدات الخارجية، المعروفة باسم أجهزة إزالة الرجفان الخارجية الآلية (AEDs)، تقوم بتشخيص الإيقاعات القابلة للعلاج بشكل آلي ، مما يعني أن المستجيبين العاديين يستطيعون استخدامها بنجاح بدون تدريب.

### دواعي الاستعمال
الإنعاش القلبي الرئوي هو تدخل قائم على خوارزمية يهدف إلى استعادة وظائف القلب والرئة. و غالبًا ما يكون إزالة الرجفان خطوة مهمة في الإنعاش القلبي الرئوي (CPR). يُشار إلى إزالة الرجفان فقط في أنواع معينة من اضطرابات نظم القلب ، وتحديدًا الرجفان البطيني (VF) وتسرع القلب البطيني بدون نبض . إذا توقف القلب تمامًا، كما هو الحال في حالة عدم الانقباض أو النشاط الكهربائي بدون نبض (PEA) ، فلا يُشار إلى إزالة الرجفان. كما لا يُشار إلى إزالة الرجفان إذا كان المريض واعيًا أو لديه نبض. يمكن أن تتسبب الصدمات الكهربائية التي يتم إعطاؤها بشكل غير صحيح في اضطرابات نظم خطيرة، مثل الرجفان البطيني.

### طريقة التطبيق
جهاز إزالة الرجفان الذي يتوفر غالبًا خارج المراكز الطبية هو جهاز إزالة الرجفان الخارجي الآلي (AED)،  وهو جهاز محمول يمكن استخدامه دون الحاجة إلى تدريب مسبق. وهذا ممكن لأن الجهاز ينتج تعليمات صوتية مسجلة مسبقًا لإرشاد المستخدم. يقوم الجهاز تلقائيًا بفحص حالة المريض وتطبيق الصدمات الكهربائية الصحيحة. توجد أيضًا تعليمات مكتوبة تشرح طرية الاستعمال بشكل متسلسل. 

## أنواع
تتطلب أجهزة إزالة الرجفان الخارجية اليدوية خبرة أخصائي رعاية صحية. وتُستخدم مع مخطط كهربية القلب ، والذي قد يكون منفصلاً أو مدمجاً. يقوم مقدم الرعاية الصحية أولاً بتشخيص إيقاع القلب، ثم يحدد يدوياً الجهد وتوقيت الصدمة الكهربائية. توجد هذه الوحدات بشكل أساسي في المستشفيات وبعض سيارات الإسعاف . على سبيل المثال، تُجهز كل سيارة إسعاف تابعة لهيئة الخدمات الصحية الوطنية في المملكة المتحدة بجهاز إزالة الرجفان اليدوي ليستخدمه المسعفون والفنيون.  في الولايات المتحدة ، يتم تدريب العديد من فنيي الطوارئ الطبية المتقدمين وجميع المسعفين على التعرف على عدم انتظام ضربات القلب المميت وتقديم العلاج الكهربائي المناسب باستخدام مزيل الرجفان اليدوي عند الحاجة.

### أجهزة إزالة الرجفان الخارجية الآلية
صُممت أجهزة الرجة القلبية الآلية (AEDs) للاستخدام من قِبل الأشخاص العاديين غير المدربين أو الذين تلقوا تدريبًا قصيرًا. تحتوي هذه الأجهزة على تقنيات لتحليل نبض القلب ، لذلك لا تتطلب من مقدم الرعاية الصحية اي تدخل. ومن خلال إتاحة هذه الوحدات للناس، حسّنت أجهزة إزالة الرجفان الخارجية الآلية نتائج علاج السكتات القلبية المفاجئة خارج المستشفى.
يتم توصيل جهاز الرجة القلبية بالمريض بواسطة زوج من الأقطاب الكهربائية، كل منها مزود بهلام موصل للكهرباء لزيادة التوصيل الكهربائي وتقليل الممانعة الكهربائية ، والتي تسمى أيضًا معاوقة الصدر (على الرغم من تفريغ التيار المستمر) والتي من شأنها أن تحرق المريض. قد يكون الجل إما رطبًا (يشبه في قوامه مادة التشحيم الجراحية ) أو صلبًا (يشبه حلوى الجيلي ). الجل الصلب أكثر ملاءمة، لأنه لا توجد حاجة لتنظيف الجل المستخدم من جلد الشخص بعد الرجة القلبية. ومع ذلك، فإن استخدام الجل الصلب يمثل خطرًا أعلى للحروق أثناء إزالة الرجفان، لأن أقطاب الجل الرطبة توصل الكهرباء إلى الجسم بشكل أكثر توازناً. تأتي الأقطاب المعدنية، وهي النوع الأول الذي تم تطويره، بدون جل، ويجب وضع الجل في خطوة منفصلة. تأتي الأقطاب الكهربائية ذاتية اللصق مزودة مسبقًا بالجل. جميع أجهزة إزالة الرجفان اليدوية الحديثة المُستخدمة في المستشفيات تُتيح التبديل السريع بين الضمادات ذاتية اللصق و الاقطاب المعدنية.

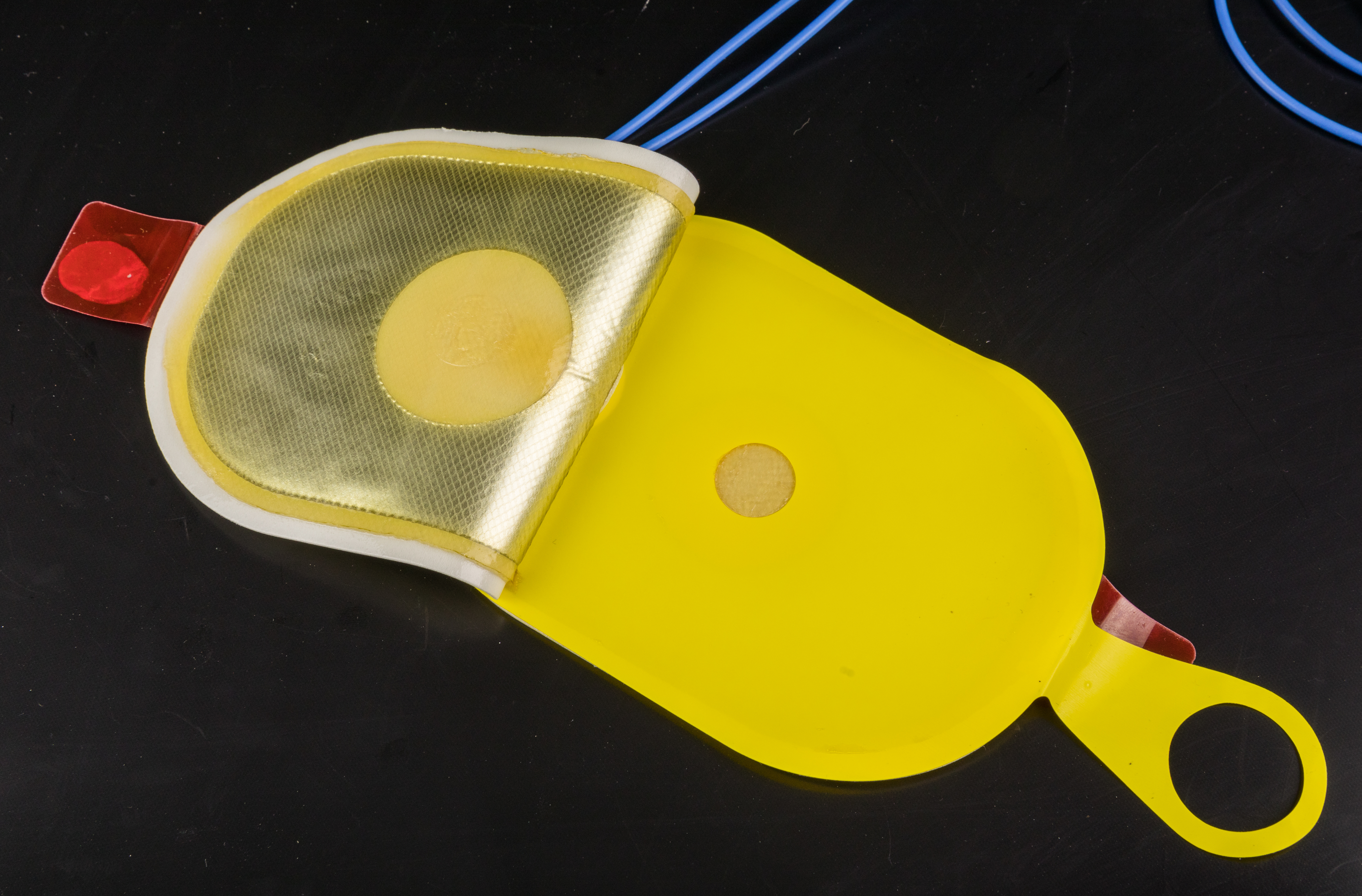
أقطاب كهربائية ذاتية اللصق لجهاز الرجة القلبية

صُممت الأنواع الأحدث من أقطاب الإنعاش على شكل وسادة لاصقة، تحتوي إما على جل صلب أو رطب. تُنزع هذه الوسادات عن غلافها الخلفي وتُلصق على صدر المريض عند الضرورة، تمامًا مثل أي ملصق آخر. ثم تُوصل الأقطاب بجهاز مزيل الرجفان، تمامًا كما هو الحال مع المجاذيف. إذا كانت حاجة لجهاز الرجة القلبية، يتم شحن الجهاز و تفريغ الصدمة دون الحاجة إلى وضع أي جل إضافي. صُممت معظم الأقطاب اللاصقة لاستخدامها ليس فقط في إزالة الرجفان، ولكن أيضًا في تنظيم ضربات القلب عبر الجلد وتقويم نظم القلب الكهربائي المتزامن. توجد هذه الوسادات اللاصقة مرفقة مع معظم الوحدات الآلية وشبه الآلية، وهي تحل محل الاقطاب تمامًا في الأماكن غير المستشفيات. في بعض الحالات التي يُحتمل فيها حدوث السكتة القلبية (ولكن لم تحدث بعد)، يمكن وضع الوسادات ذاتية اللصق وقائيًا.
تُقدم الاقطاب الكهربائية اللاصقة أيضًا ميزةً للمستخدم غير المُدرَّب، وللمسعفين الذين يعملون في ظروف ميدانية غير مثالية. لا تتطلب الضمادات توصيل أسلاك إضافية للمراقبة، ولا تتطلب أي تدخل من المسعف. و هي بالتالي تُقلل من خطر تلامس المُشغِّل مع المريض أثناء توجيه الصدمة، وذلك من خلال السماح له بالابتعاد مسافة تصل إلى عدة أقدام. (يظل خطر الصدمة الكهربائية الناتجة عن سوء استخدام المُشغِّل على الآخرين ثابتًا). تُستخدم الأقطاب الكهربائية ذاتية اللصق لمرة واحدة فقط. يُمكن استخدامها لصدمات متعددة في دورة علاج واحدة، ولكن يتم استبدالها في حال تعافي المريض ثم عودته إلى السكتة القلبية.

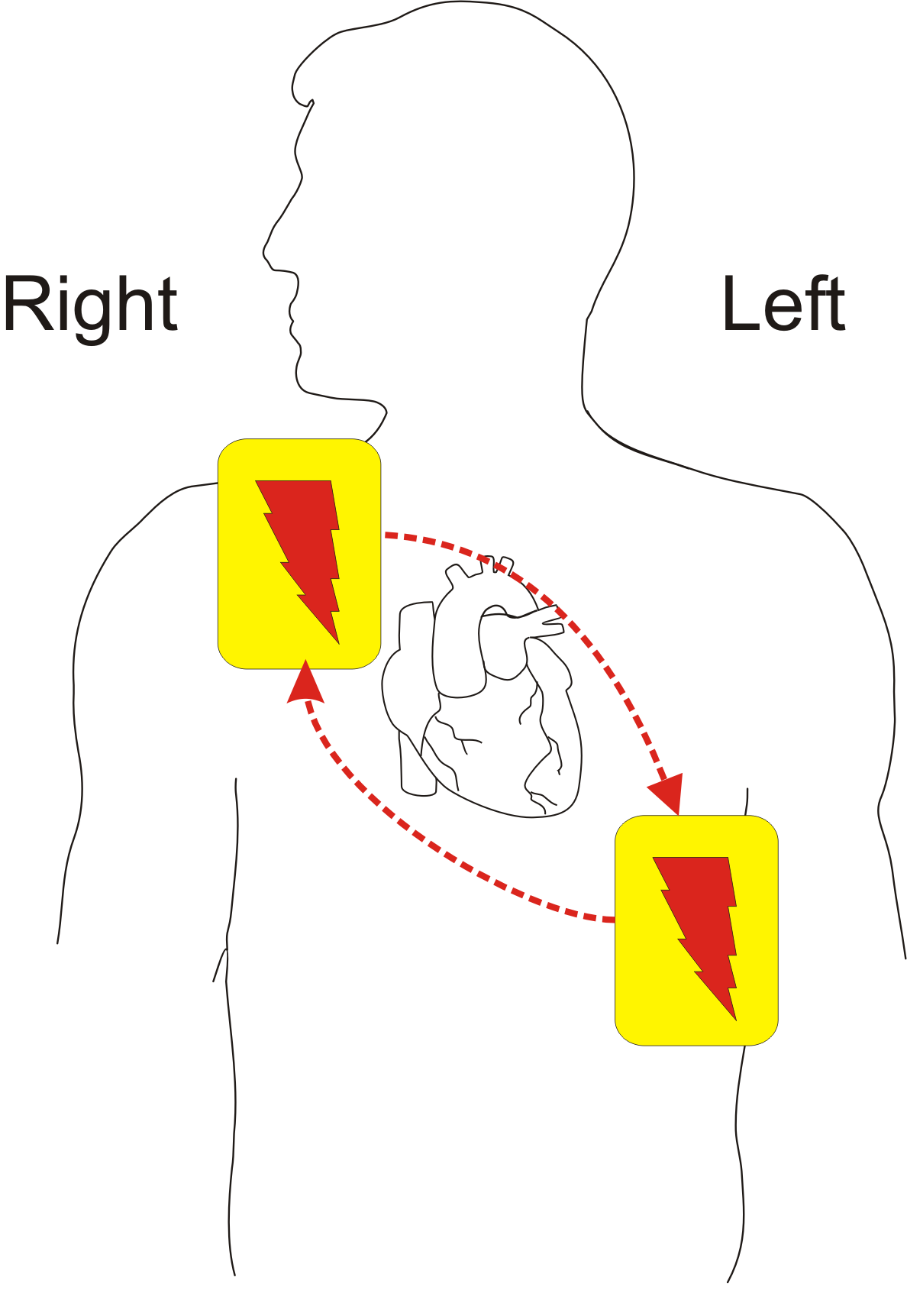
وضع الأقطاب الكهربائية فيم وضع عظمة القص للرجة القلبية

## نبذة تاريخية
تم عرض أجهزة إزالة الرجفان لأول مرة عام ١٨٩٩ على يد جان لوي بريفوست وفريديريك باتيلي، وهما عالما فسيولوجيا من جامعة جنيف بسويسرا. اكتشفا أن الصدمات الكهربائية الصغيرة قد تُسبب الرجفان البطيني لدى الكلاب، و الشحنات الاكبر تعكس الحالة.
كانت نظرية بيك أن الرجفان البطيني يحدث غالبًا في القلوب السليمة أساسًا، والتي وصفها بأنها "قلوبٌ لا تُقهر"، وأنه لا بد من وجود طريقة لإنقاذها. استخدم بيك هذه التقنية بنجاح لأول مرة على صبي يبلغ من العمر 14 عامًا كان يعاني من انفصال عظمة القص عن ضلوعه بسبب اضطراب نمو خلقي، مما تسبب في مشاكل في التنفس. تم فتح صدر الصبي جراحيًا، ودُلك القلب يدويًا لمدة 45 دقيقة حتى وصول جهاز إزالة الرجفان. استخدم بيك مجاديف داخلية على جانبي القلب، إلى جانب بروكيناميد ، وهو دواء مضاد لاضطراب النظم ، وحقق عودة إيقاع القلب المُروِّي. 

مخطط دائرة جهاز الرجة القلبية يوضح أبسط تصميم للجهاز (غير متحكم فيه إلكترونيًا)، اعتمادًا على المحث (الملف)، مما ينتج عنه شكل موجة Lown أو Edmark أو Gurvich

### الوحدات المحمولة
كان الابتكار الرئيسي هو إدخال أجهزة إزالة الرجفان المحمولة المستخدمة خارج المستشفى. تم تصميم جهاز إزالة الرجفان Prema من Peleška بالفعل ليكون أكثر قابلية للنقل من طراز Gurvich الأصلي. في الاتحاد السوفيتي، تم الاعلان عن نسخة محمولة من جهاز الرجة القلبية Gurvich، طراز ДПА-3 (DPA-3)، في عام 1959. في الغرب، كان البروفيسور فرانك بانتريدج رائدًا في ذلك في أوائل الستينيات في بلفاست . تعد أجهزة الرجة القلبية المحمولة اليوم من الأدوات المهمة للغاية التي تحملها سيارات الإسعاف. إنها الطريقة الوحيدة المثبتة لإنعاش الشخص الذي أصيب بسكتة قلبية دون أن يصل الى خدمات الطوارئ الطبية (EMS) والذي لا يزال يعاني من الرجفان البطيني المستمر أو تسرع القلب البطيني عند وصول مقدمي الرعاية قبل المستشفى.

### تغيير شكل الموجة
حتى منتصف تسعينيات القرن الماضي، كانت أجهزة إزالة الرجفان الخارجية تولد شكل موجة من نوع لون (انظر برنارد لون )، وهي نبضة جيبية شديدة التخميد، تتميز بكونها أحادية الطور في الاتجاه الموجب. حيث كانت احدى نقاط الضعف هي التسبب بحرق جلد المريض في منطقة التفريغ بسبب التيار العالي المار عبر تلك المنطقة اضافة الى استقاب عضلة القلب و هذا يسبب الم يستمر لفترة طويلة تصل الى اربعة اسابيع و من اجل التخلص من هذه المشاكل تم ابتكار شكل موجة جديد
حيث يُبدّل إزالة الرجفان ثنائي الطور اتجاه النبضة، مُكملاً دورة واحدة في حوالي 12 مِلي ثانية. مما ادى الى تقليل الفولتية المطلوبة لتحقيق نفس النتائج و بطاقة كهربائية اقل و زمن تفريغ ثابت حيث طُوّر جهاز الرجة ثنائي الطور في الأصل واستُخدم في أجهزة تقويم نظم القلب المزروعة. عند تطبيقه على أجهزة إزالة الرجفان الخارجية، يُقلّل إزالة الرجفان ثنائي الطور بشكل ملحوظ مستوى الطاقة اللازم لنجاح إزالة الرجفان، مما يُقلل من خطر الحروق وتلف عضلة القلب.
يمكن تنظيم الرجفان البطيني (VF) إلى إيقاعه الجيبي لدى 60% من مرضى السكتة القلبية الذين عولجوا بصدمة واحدة من جهاز الرجة القلبية أحادي الطور. وتتجاوز نسبة نجاح الصدمة الأولى في معظم أجهزة الرجة القلبية ثنائية الطور 90%.

## معرض الصور

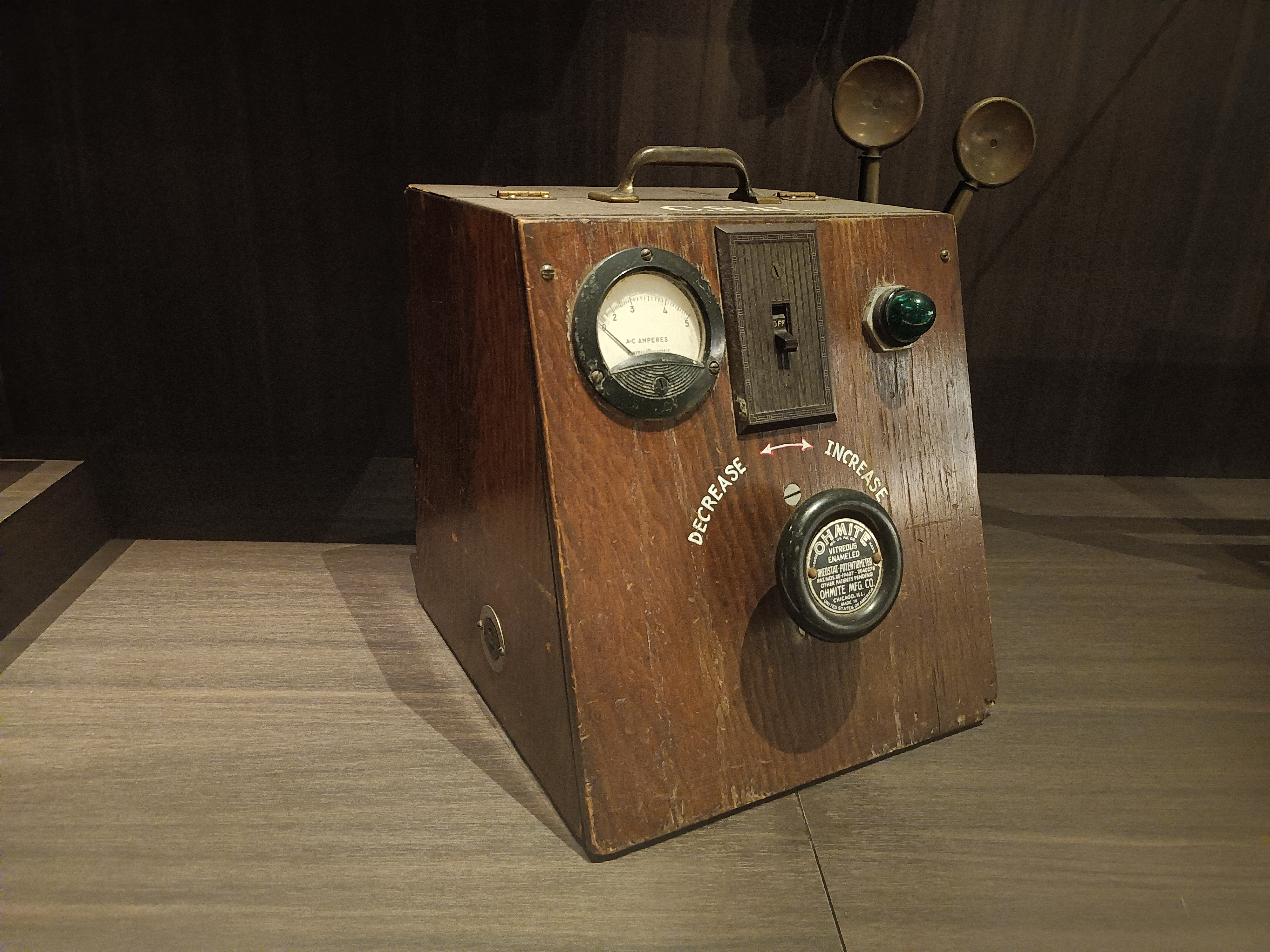
جهاز الرجة القلبية المبكر من عام 1947
جهاز الرجة القلبية الحديث (يدوي)
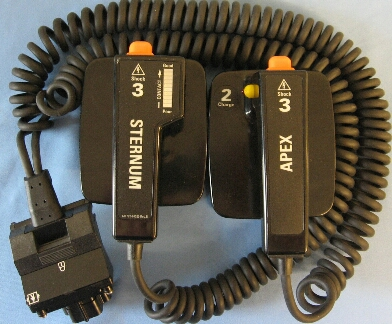
صورة مقربة لزوج من اقطاب الرجة القلبية
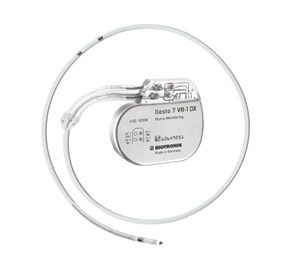
جهاز تقويم نظم القلب الرجة القلبية القابل للزرع مع سلكه (داخل الجسم الحي)